# Quy trình ra quyết định bán hàng
Quy trình ra quyết định bán hàng là một quy trình bán hàng được chính thức hóa sử dụng để quản lýquy trình quyết định sau bán hàng. SDP "là một loạt các bước bạn đã xác định khi bạn hướng dẫn khách hàng tiềm năng từ lần liên hệ đầu tiên đến mua hàng."  Phương pháp này bao gồm lập kế hoạch mốc thời gian và mốc quan trọng cụ thể khi bắt đầu bán hàng, cả trong nội bộ lẫn với khách hàng doanh nghiệp. Quá trình này có thể được quản lý với phần mềm SDP có mục đích đặc biệt. Phần mềm SDP cho phép khách hàng và nhà cung cấp làm việc cộng tác trong suốt chu kỳ bán hàng với mục tiêu chốt các giao dịch lớn hơn/dài hơn nhanh hơn. Một hệ thống SDP thường được tích hợp với phần mềm tự động hoá một số quy trình bán hàng (Sales Force Automation) và một phần mềm giúp quản lý dữ liệu khách hàng (Quản lý quan hệ khách hàng). SDP quản lý quy trình bán hàng trong khi SFA và CRM quản lý khách hàng.

## Tổng quan
SDP có khái niệm về tự động hóa bán hàng theo định hướng của khách hàng và biến nó trên đầu của nó. Nó nhận ra rằng một doanh nghiệp không thể kiểm soát cá nhân hoặc nhóm nhưng nó có thể kiểm soát quá trình bán hàng của công ty. SDP cho phép khách hàng và nhà cung cấp làm việc cộng tác trong suốt chu kỳ bán hàng. Sự hợp tác này thúc đẩy doanh số bán hàng đối với quyết định cuối cùng. Các bước SDP có thể bao gồm:
- Trình bày
- Bản trình diễn
- Mua từ các bên liên quan
- Phê duyệt ngân sách
- Những cách kinh doanh
- Nghiên cứu điển hình
- Tham khảo lượt truy cập
- Đàm phán hợp đồng

Mỗi chu kỳ bán hàng về bản chất là một dự án có các cột mốc, nhiệm vụ và phân phối có liên quan yêu cầu sự tham gia, phối hợp và đóng góp từ nhiều cá nhân ở cả phía khách hàng và bên bán hàng.
Theo các chuyên gia ngành công nghiệp CNTT, đầu tư vào phần mềm xử lý quyết định có thể tạo ra sự khác biệt cạnh tranh trong bất kỳ ngành nào. Một bài báo trong Tạp chí Kinh doanh Harvard của Andrew McAfee và Eric Brynjolfsson, cho biết sự cạnh tranh trên thị trường ở Hoa Kỳ đang nóng lên "không phải vì nhiều sản phẩm hơn đang trở thành kỹ thuật số mà bởi vì nhiều quy trình hơn. Cũng như ảnh kỹ thuật số hoặc thuật toán tìm kiếm trên web có thể được sao chép không ngừng một cách nhanh chóng và chính xác bằng cách sao chép các bit cơ bản, quy trình nghiệp vụ độc đáo của công ty hiện có thể được truyền đi với độ trung thực cao hơn nhiều trong tổ chức bằng cách nhúng nó vào công nghệ thông tin doanh nghiệp. Kết quả là, một nhà sáng tạo với cách làm tốt hơn có thể... chi phối một ngành công nghiệp." 

## Ưu điểm
Về mặt lịch sử, quy trình quyết định bán hàng đã được quản lý thông qua thực tiễn bán hàng chung của Kế hoạch đóng hoặc Kế hoạch đánh giá giải pháp chuyển thông tin trong Excel hoặc tài liệu Word qua lại giữa khách hàng và nhà cung cấp. Điều này tạo ra những thách thức với kiểm soát phiên bản, độ trễ dữ liệu, khả năng hiển thị kém và thiếu sự tham gia hiệu quả.
Với người dùng phần mềm SDP có thể hưởng lợi từ:
1. Tốc độ chốt nhanh hơn và chi phí bán hàng thấp hơn: Thay vì điền, sắp xếp và gửi Excel hoặc Word dựa trên kế hoạch chốt, người dùng có thể chỉ cần cập nhật SDP trực tuyến. SDP có thể tạo các mốc quan trọng, chỉ định nhiệm vụ, gửi lời nhắc và theo dõi ngày hoàn thành. Chu kỳ bán hàng chặt chẽ hơn với tốc độ chốt nhanh hơn và làm giảm chi phí bán hàng tổng thể.
2.	Một lợi thế cạnh tranh: Công nghệ SDP thúc đẩy tinh thần đồng đội, hiệu quả cao hơn và giao tiếp rõ ràng hơn trong mỗi bước của chu kỳ bán hàng tạo cho các công ty một lợi thế cạnh tranh không nhỏ.
3.Ngày chốt đáng tin cậy: SDP cung cấp sự cộng tác hiệu quả giữa khách hàng và nhà cung cấp trên mọi bước trong chu kỳ bán hàng để tạo điểm kiểm tra đang diễn ra và ngày kết thúc được thỏa thuận sau cùng.
4.Một nguồn của sự thật: Thay vì chuyển các kế hoạch chốt bằng Word hoặc Excel có thể bị kiểm soát phiên bản và các đảo thông tin rải rác - SDP cung cấp truy cập dựa trên web an toàn từ bất kỳ trình duyệt nào để xem nhanh thông tin hợp nhất phút (bao gồm biểu đồ GANTT) về trạng thái bán hàng. Cập nhật kịp thời chính xác đặt kỳ vọng cho khách hàng, quản lý bán hàng và toàn bộ nhóm bán hàng mở rộng.

## Nhược điểm
Vấn đề có thể xảy ra nếu công ty thực hiện một hệ thống SDP mới không phác thảo một cách tiếp cận bán hàng thực tế để lộ trình quá trình. Nếu nhóm bán hàng không coi SDP là một lợi ích, họ không thích bỏ tiền vào quy trình và sử dụng phần mềm một cách hiệu quả.

## Chiến lược triển khai
Các chuyên gia bán hàng và tiếp thị khuyên các công ty nên nói chuyện với nhân viên bán hàng của họ và khách hàng của họ để có cái nhìn sâu sắc nhằm đạt được việc thực hiện thành công hệ thống SDP được chính thức hóa. "Sự hiểu biết thấu đáo về quy trình này là cần thiết để cạnh tranh hiệu quả, theo Pat Thull, COO / Đối tác của Prime Resource Group Inc." Người biểu diễn thông minh ngày hôm nay và nhà lãnh đạo thông minh, thực hiện một hệ thống điều hướng đúng quy trình để nhận được công việc làm đúng. Khi điều đó hoàn tất, bắt buộc phải "bán" đội ngũ bán hàng. Các nhóm bán hàng cần phải hiểu cách SDP sẽ giúp họ quản lý và đóng giao dịch tốt hơn. Đây là những gì mang lại cho họ sự tự tin và sự để sử dụng hệ thống.